# ADAMTSL4
ADAMTSL4‏ (ADAMTS like 4) هوَ بروتين يُشَفر بواسطة جين ADAMTSL4 في الإنسان.